# Hòn Nghệ
Hòn Nghệ hay còn gọi là Hòn Minh Hoà, là một xã thuộc tỉnh An Giang, Việt Nam.

## Địa lý
Xã Hòn Nghệ có diện tích 3,47 km², dân số năm 2020 là 2.434 người, mật độ dân số đạt 701 người/km².
Hòn Nghệ là một đảo nhỏ trên vịnh Thái Lan ngoài khơi An Giang. Ở phía nam có đảo nhỏ là Hòn Dung 10°00′37″B 104°32′45″Đ / 10,010212°B 104,5459°Đ.
Xã Hòn Nghệ bao gồm nhóm đảo trong vịnh Thái Lan, trong đó đảo lớn nhất là đảo Hòn Nghệ.
Đảo cách mũi Hòn Chông khoảng 15 km về phía Tây Nam. Cách quần đảo Bà Lụa 8 km về phía Đông Nam. Cách Rạch Giá 60 km. Đảo có hình bầu dục, chiều dài 2,5 km, rộng 1,6 km, chu vi 7,5 km, diện tích 3,8 km². Đỉnh cao nhất đảo 338 m. Đảo được cấu tạo thành từ đá sa thạch xen lẫn đá vôi karst, phía Bắc của đảo có đá vôi loại tốt dùng để sản xuất xi măng trắng.
Dân cư trên đảo tập trung chính ở ven bờ biển, kinh tế chủ yếu là nghề nuôi trồng và đánh bắt hải sản.

## Hành chính
Xã Hòn Nghệ được chia thành 2 ấp: Bãi Chướng, Bãi Nam.

## Lịch sử
Sách Gia Định Thành Thông Chí của Trịnh Hoài Đức gọi Hòn Nghệ là Uất Kim Dữ, chu vi 20 dặm ở về phía Nam của trấn Hà Tiên. Đảo hòn Nghệ được người Pháp gọi là Pôlô-Tekere.
Trước đây, xã Hòn Nghệ thuộc huyện Kiên Hải.
Ngày 17 tháng 8 năm 2000, Chính phủ ban hành Nghị định 33/2000/NĐ-CP. Theo đó, chuyển xã Hòn Nghệ về huyện Kiên Lương quản lý.
Ngày 12 tháng 6 năm 2025, Quốc hội ban hành Nghị quyết số 202/2025/QH15  về việc sắp xếp đơn vị hành chính cấp tỉnh. Sắp xếp toàn bộ diện tích tự nhiên, quy mô dân số của tỉnh Kiên Giang và tỉnh An Giang thành tỉnh mới có tên gọi là tỉnh An Giang. Xã Hòn Nghệ thuộc tỉnh An Giang.

## Du lịch
Phần nội địa của đảo vẫn còn hoang sơ, tập trung nhiều loại động vật phong phú như chim, sóc, kỳ đà...
Địa điểm nổi bật trên đảo:
- Miếu Bà Chúa Xứ và miếu Vinh ông Nam Hải tại bãi Chướng, có trưng bày xương cá ông.
- Chùa Linh Sơn cổ tự, có tượng Phật Bà Nam Hải cao 20m.
- Hang vua Gia Long.

Tàu từ Ba Hòn (Kiên Lương) ra hòn Nghệ mỗi ngày có một chuyến: sáng 8g khởi hành từ hòn Nghệ ra Ba Hòn và quay trở về hòn Nghệ lúc 12g.